# Université de Bondoukou
 (janvier 2025).
La mise en forme du texte ne suit pas les recommandations de Wikipédia : il faut le « wikifier ».
Les points d'amélioration suivants sont les cas les plus fréquents. Le détail des points à revoir est peut-être précisé sur la page de discussion.
- Les titres sont pré-formatés par le logiciel. Ils ne sont ni en capitales, ni en gras.
- Le texte ne doit pas être écrit en capitales (les noms de famille non plus), ni en gras, ni en italique, ni en « petit »…
- Le gras n'est utilisé que pour surligner le titre de l'article dans l'introduction, une seule fois.
- L'italique est rarement utilisé : mots en langue étrangère, titres d'œuvres, noms de bateaux, etc.
- Les citations ne sont pas en italique mais en corps de texte normal. Elles sont entourées par des guillemets français : « et ».
- Les listes à puces sont à éviter, des paragraphes rédigés étant largement préférés. Les tableaux sont à réserver à la présentation de données structurées (résultats, etc.).
- Les appels de note de bas de page (petits chiffres en exposant, introduits par l'outil «  Source ») sont à placer entre la fin de phrase et le point final[comme ça].
- Les liens internes (vers d'autres articles de Wikipédia) sont à choisir avec parcimonie. Créez des liens vers des articles approfondissant le sujet. Les termes génériques sans rapport avec le sujet sont à éviter, ainsi que les répétitions de liens vers un même terme.
- Les liens externes sont à placer uniquement dans une section « Liens externes », à la fin de l'article. Ces liens sont à choisir avec parcimonie suivant les règles définies. Si un lien sert de source à l'article, son insertion dans le texte est à faire par les notes de bas de page.
- La présentation des références doit suivre les conventions bibliographiques. Il est recommandé d'utiliser les modèles {{Ouvrage}}, {{Chapitre}}, {{Article}}, {{Lien web}} et/ou {{Bibliographie}}. Le mode d'édition visuel peut mettre en forme automatiquement les références.
- Insérer une infobox (cadre d'informations à droite) n'est pas obligatoire pour parachever la mise en page.

Pour une aide détaillée, merci de consulter Aide:Wikification.
Si vous pensez que ces points ont été résolus, vous pouvez retirer ce bandeau et améliorer la mise en forme d'un autre article.
L’Université de Bondoukou est une université publique ivoirienne située au nord-est de la Côte d'Ivoire⁣⁣, dans la ville de Bondoukou précisément dans la région de Gontougo.
L’université propose des formations dans les domaines de l'architecture, de l'urbanisme, de la gouvernance, du développement durable, des sciences, des arts, des industries culturelles, de la communication, des lettres et langues étrangères, des sciences humaines et sociales.

## Historique
La première pierre de l’université de Bondoukou (U-bkou) est posée le 19 décembre 2019 par l'ancien Premier ministre, Amadou Gon Coulibaly. L'établissement s'étend sur 305 hectares, et a pour objectif d'accueillir jusqu'à 20 000 étudiants à terme,, d'après le Programme de Décentralisation des Universités (PDU) qui planifie selon des phases de développement. 
La création de nouvelles universités s’inscrit dans la politique du gouvernement ivoirien qui vise à résorber le flux massif des bacheliers vers l’enseignement supérieur. Cette politique est axée sur la volonté de développer les universités existantes et en créer de nouvelles dans les chefs-lieux de régions, favoriser la décentralisation du système éducatif en répartissant les effectifs sur l’ensemble du pays.
Ainsi, le Programme de Décentralisation des Universités (PDU), dont l’ancrage était à la Primature de Côte d’Ivoire à sa création, a lancé les études pour la conception de cinq nouvelles universités : San-Pedro, Daloa, Korhogo, Man et Bondoukou.
Le Groupement AUDEP International SARL / ARCOFOR / TBM / DELTA Architecture / MOSAIQUE Ingénierie, dont le chef de file est AUDEP International SARL, a été retenu pour les études de conception technique et architecturale des universités de Man et Bondoukou.
Ce groupement est composé de trois (03) cabinets d’architecture à savoir deux (02) ivoiriens et un (01) tunisiens :
-      AUDEP International Sarl: Architecte M. AJAVON Armand, lead Architecte,
-      ARCOFOR: Architecte M. AKRE Michel
-      DELTA Architecture: Architecte M. SLAH ALLALA.
Le bureau d’études techniques du Groupement est le bureau tunisien MOSAIQUE Ingénierie qui a assuré les études de structure, d’électricité, de fluides, de VRD et des autres lots spéciaux.
Après la signature des marchés et l’émission des ordres de service, le Groupement a démarré les études en 2017.
L'université de Bondoukou est un établissement public d'enseignement supérieur et de recherche. C'est un établissement public administratif avec un caractère scientifique et technologique. Elle a été fondée sur des valeurs d'excellence, d'innovation et d'ouverture au monde, et souhaite jouer un rôle primordial dans la formation de cadres scientifiques et techniques spécialisés dans le développement local, rural et communautaire.
Elle met a la disposition des filières d'actualité a forte intensité d'employabilité et innovante pour réduire le chômage en Côte d'Ivoire.
L'université de Bondoukou ouvre officiellement ses portes le 2 octobre 2023.

## Organisation
L'université de Bondoukou regroupe l'École nationale supérieure d'architecture et d'urbanisme (ENSAU) et cinq unités de formation.
- UFR Gouvernance et développement durable
- UFR Sciences des arts, industries culturelles et communication
- UFR Sciences du Langage, Lettres et Langues Étrangères
- UFR Sciences humaines et sociales
- UFR Sciences de la santé

À cela s'ajoute l'Institut supérieur des langues et l'Institut d’art, d’histoire et d’archéologie.

## Mission
L'université de Bondoukou est principalement chargée de garantir la formation initiale et continue dans les domaines scientifique, du développement local, rural et communautaire.

### Objectifs
L'université de Bondoukou s'engage à atteindre les objectifs suivants :
- Offrir des programmes académiques de haut niveau, alignés sur les besoins du marché du travail et de la société ;
- Encourager la recherche scientifique et technologique, ainsi que la valorisation des résultats obtenus ;
- Contribuer au développement local et humain en apportant un appui concret aux activités de développement de la région ;
- Promouvoir la diffusion des connaissances et de la culture, en favorisant un environnement académique propice à l'épanouissement intellectuel et personnel des étudiants ;
- Fournir une formation scientifique, technique et technologique de qualité, permettant aux apprenants d'être à la pointe des avancées dans leurs domaines d'études ;
- Favoriser la coopération internationale en matière d'enseignement et de recherche, afin d'enrichir les perspectives académiques et de promouvoir l'ouverture au monde[11].

## Partenariat
En 2024, l'université de Bondoukou et le Réseau des universités des sciences et technologies d'Afrique signent une convention de partenariat pour améliorer leurs offres d'enseignement et développer des projets de recherche.